# Cemitério de Santa Ifigenia (Cuba)
O Cemitério de Santa Ifigênia, oficialmente Cemitério Patrimonial de Santa Ifigênia é o cemitério, necrópole e principal panteão do Oriente cubano e da cidade de Santiago de Cuba. Está localizado a oeste da cidade, mais especificamente no distrito José Martí e se destaca por ser o local de descanso dos restos mortais de um grande número de heróis e figuras famosas da história e cultura de Cuba, entre eles José Martí e Fidel Castro.

## História
O cemitério foi inaugurado em 28 de abril de 1868, sendo o cemitério mais antigo de Cuba, e em sua parte original contém o túmulo mais antigo, o da família Navarro, que data de 25 de abril de 1868. Foi declarado monumento nacional em 1937 e ratificado pelo governo de Fidel Castro em 1979. Nele repousam os restos de 32 generais das guerras de independência de Cuba e os de grande parte daqueles que assaltaram o Quartel Moncada.
O mausoléu mais importante é dedicado a José Julián Martí Pérez, o Herói Nacional, que foi sepultado junto com os demais veteranos mambises de 1947 a 1951, sendo o atual túmulo inaugurado em 30 de junho de 2002, o qual é guardado por um guarda de honra permanente desde 2002.
Entre as figuras históricas sepultadas no cemitério encontram-se:
| Nome                      | Detalhes                                        |
| ------------------------- | ----------------------------------------------- |
| José Martí                | Herói nacional                                  |
| Carlos Manuel de Céspedes | Pai da Pátria                                   |
| Mariana Grajales          | Mãe da Pátria                                   |
| María Cabrales            | Víuva do General Antonio Maceo                  |
| Fidel Castro              | Líder da revolução cubana                       |
| Tomás Estrada Palma       | Primeiro presidente da República de Cuba        |
| Tony Alomá                | Mártir revolucionário                           |
| Federico Capdevila        | Veterano das guerras de independência           |
| Elvira Cape               | Escritora, política e veterana da independência |
| Emilio Bacardí Moreau     | Industrialista, escritor e político             |
| Frank País                | Mártir revolucionário                           |
| Josué País                | Mártir revolucionário                           |
| Otto Parellada            | Mártir revolucionário                           |
| Pepe Sánchez              | Músico, pai da trova e criador do bolero cubano |
| Francisco Repilado        | Músico conhecido como Compay Segundo            |
| Pepito Tey                | Mártir revolucionário                           |

No dia 25 de novembro de 2016, o então Presidente do Conselho de Estado e Ministros Raúl Castro, informou Cuba e o mundo da morte de seu irmão Fidel, líder histórico da Revolução Cubana e que liderou o país durante quase cinco décadas, e no dia 4 de dezembro de 2016 seu sepultamento ocorreu neste cemitério.

## Galeria

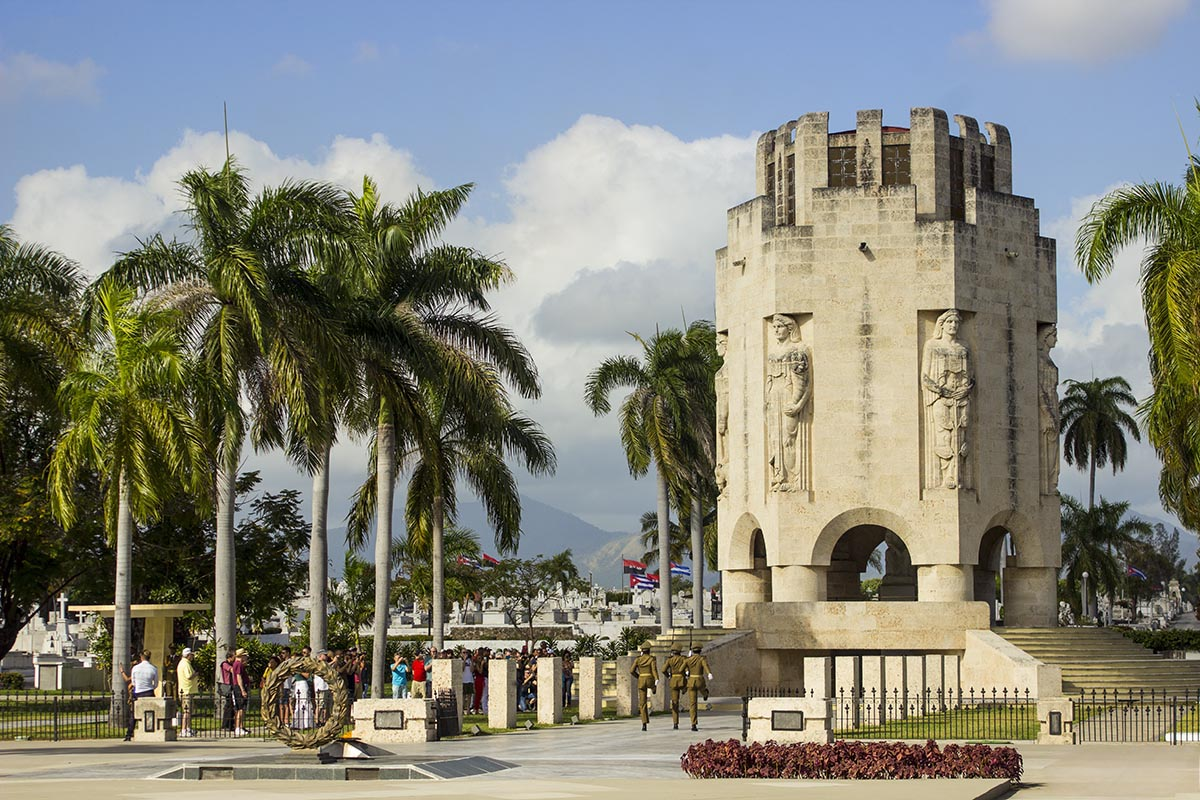
Mausoléu dedicado ao herói nacional José Martí.
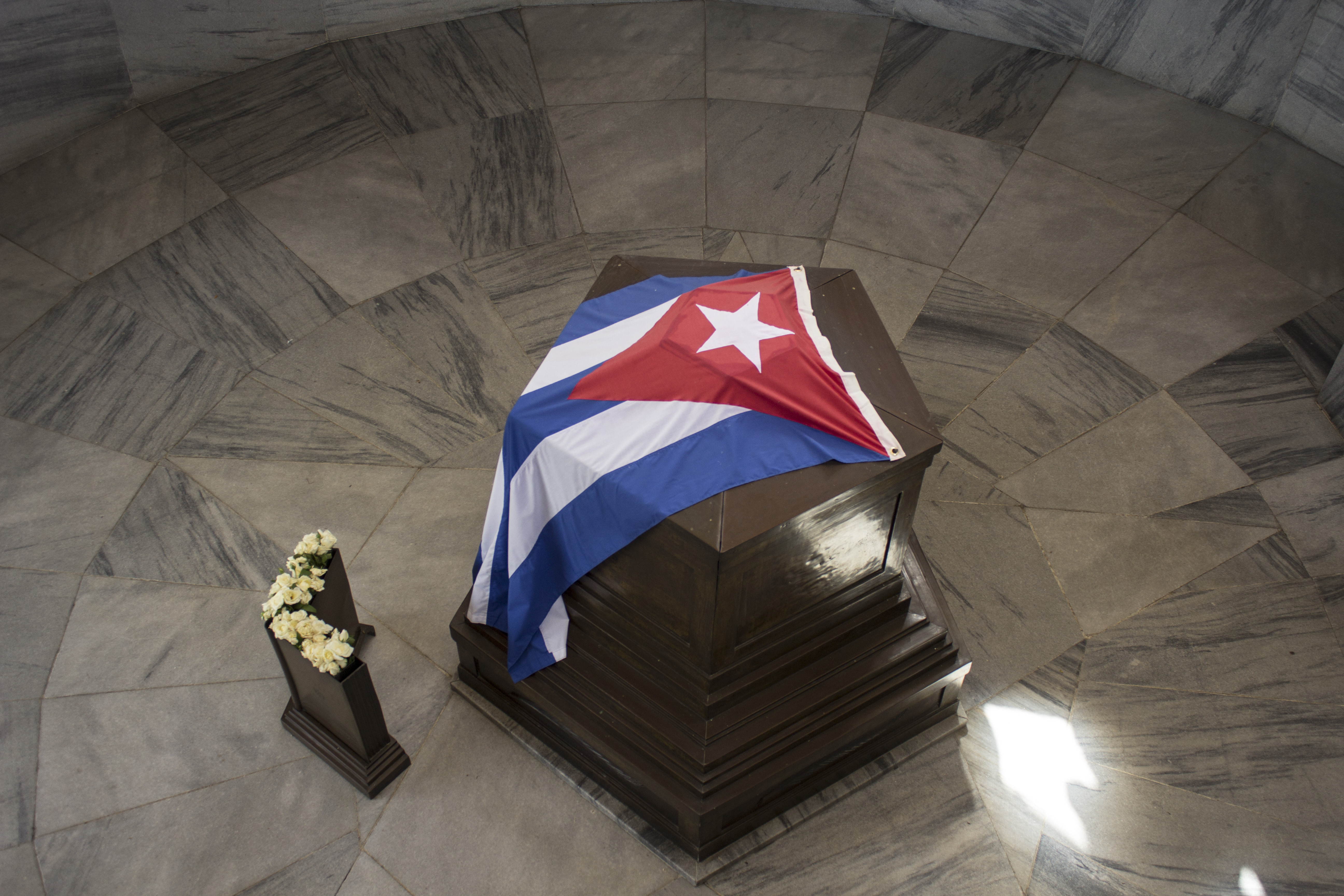
Tumba de José Martí.
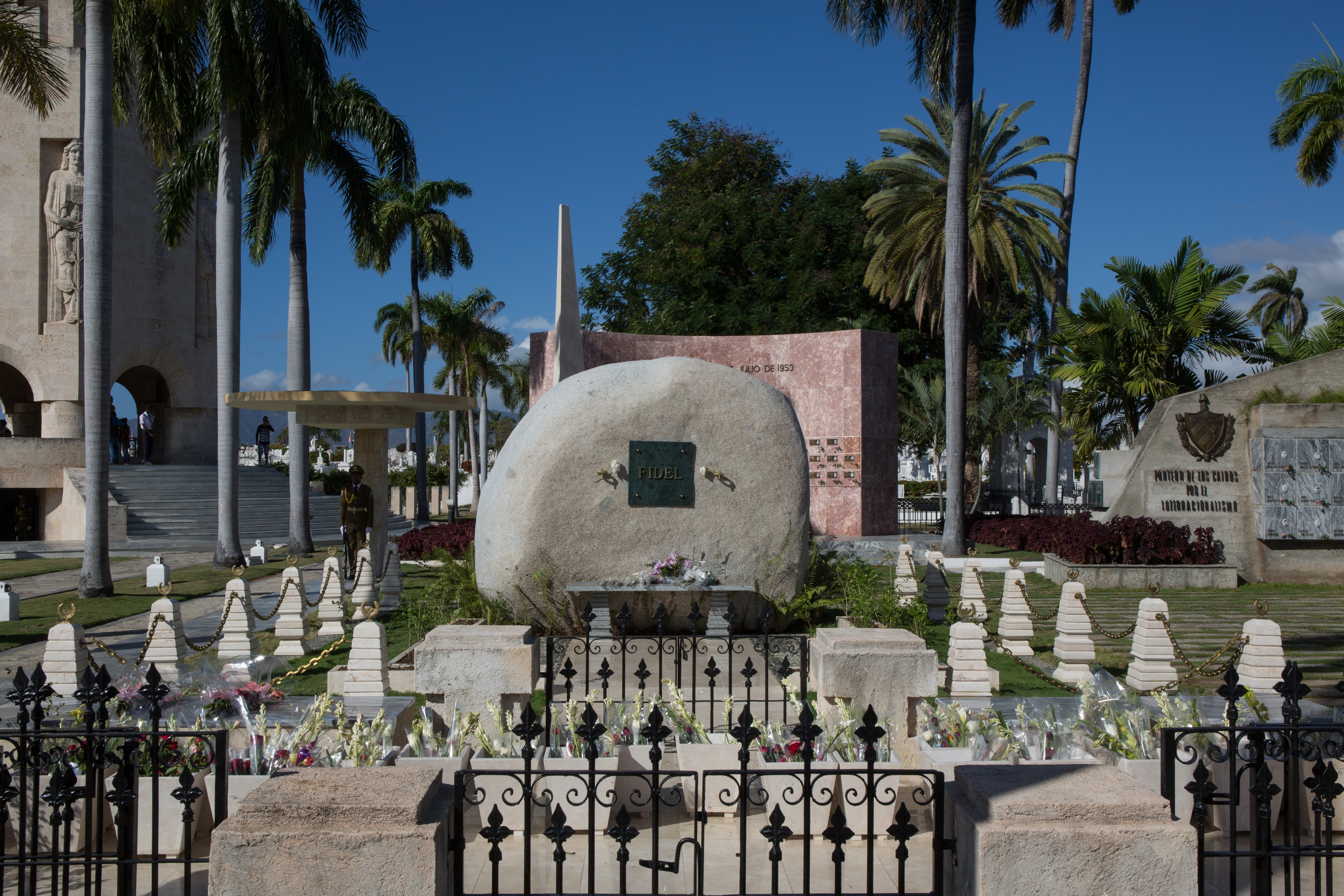
Tumba de Fidel Castro.
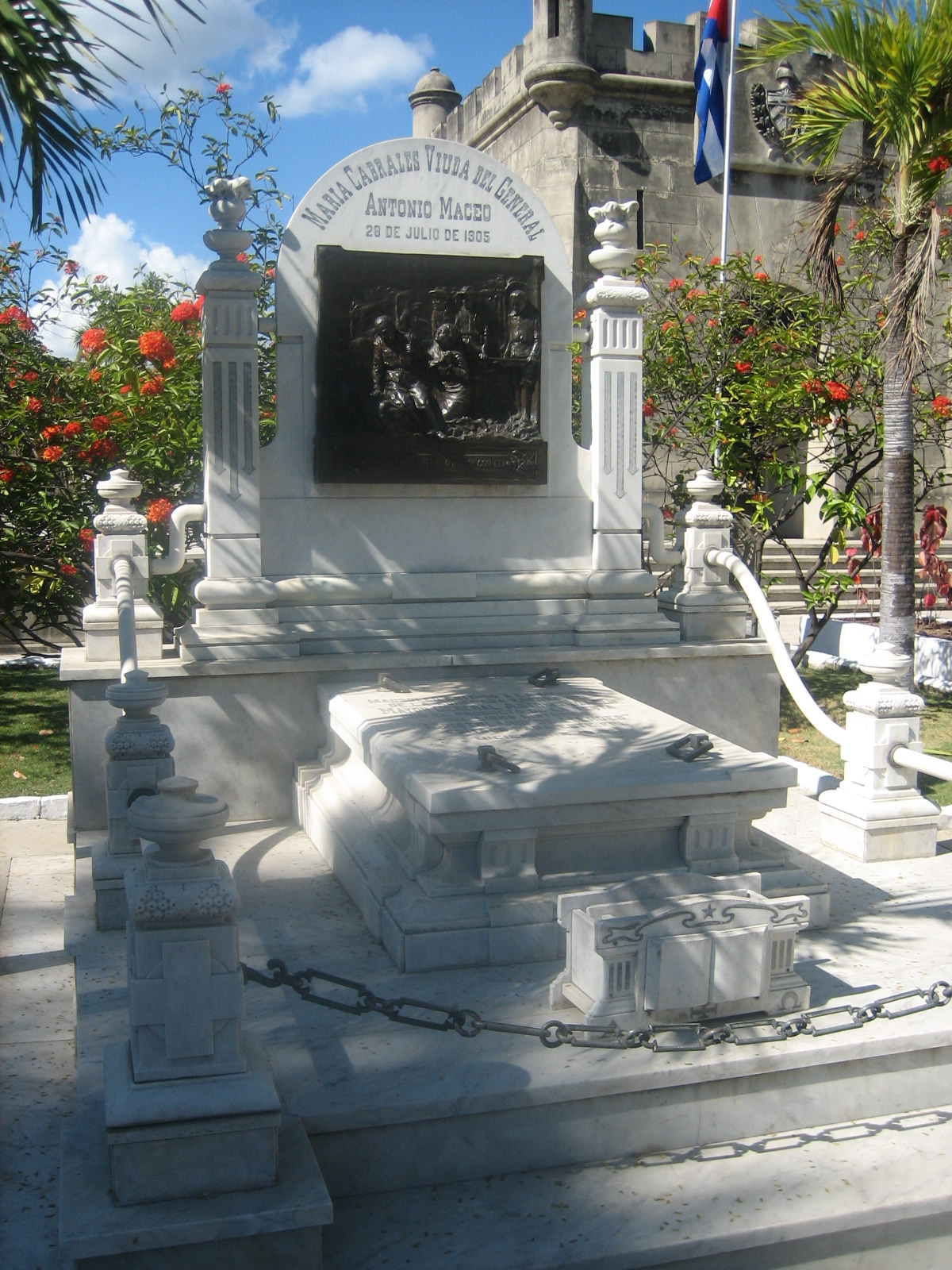
Túmulo de María Cabrales, viúva de Antonio Maceo.